# Burg Wellberg (Pfungstadt)
Die Burg Wellberg ist eine abgegangene hochmittelalterliche Turmhügelburg (Motte) etwa 2,5 Kilometer südwestlich von Pfungstadt und südöstlich des Stadtteils Hahn sowie östlich der nahen A 67 im westlichen Teil des Landkreises Darmstadt-Dieburg, südwestlich der Stadt Darmstadt in Hessen.

## Lage
Die Burg lag ähnlich wie der Weilerhügel am östlichen Rande einer früheren (paläo-) Neckarschleife. Sie liegt am südlichen Schwemmkegelrand der nördlich vorbeifließenden Modau auf Parzellenland der Stadt Pfungstadt. Wenige Dutzend Meter südlich liegt der Wellborngraben, der dem Hügel möglicherweise seinen Namen gab. Früher soll dort eine Quelle gelegen haben. Der alte Gewannname für den Bereich der Motte war „Am Wellberg“. Die erst 2013 gefundene Vorburg liegt zur alten Flur „Die alte Nachtweid“.

## Beschreibung

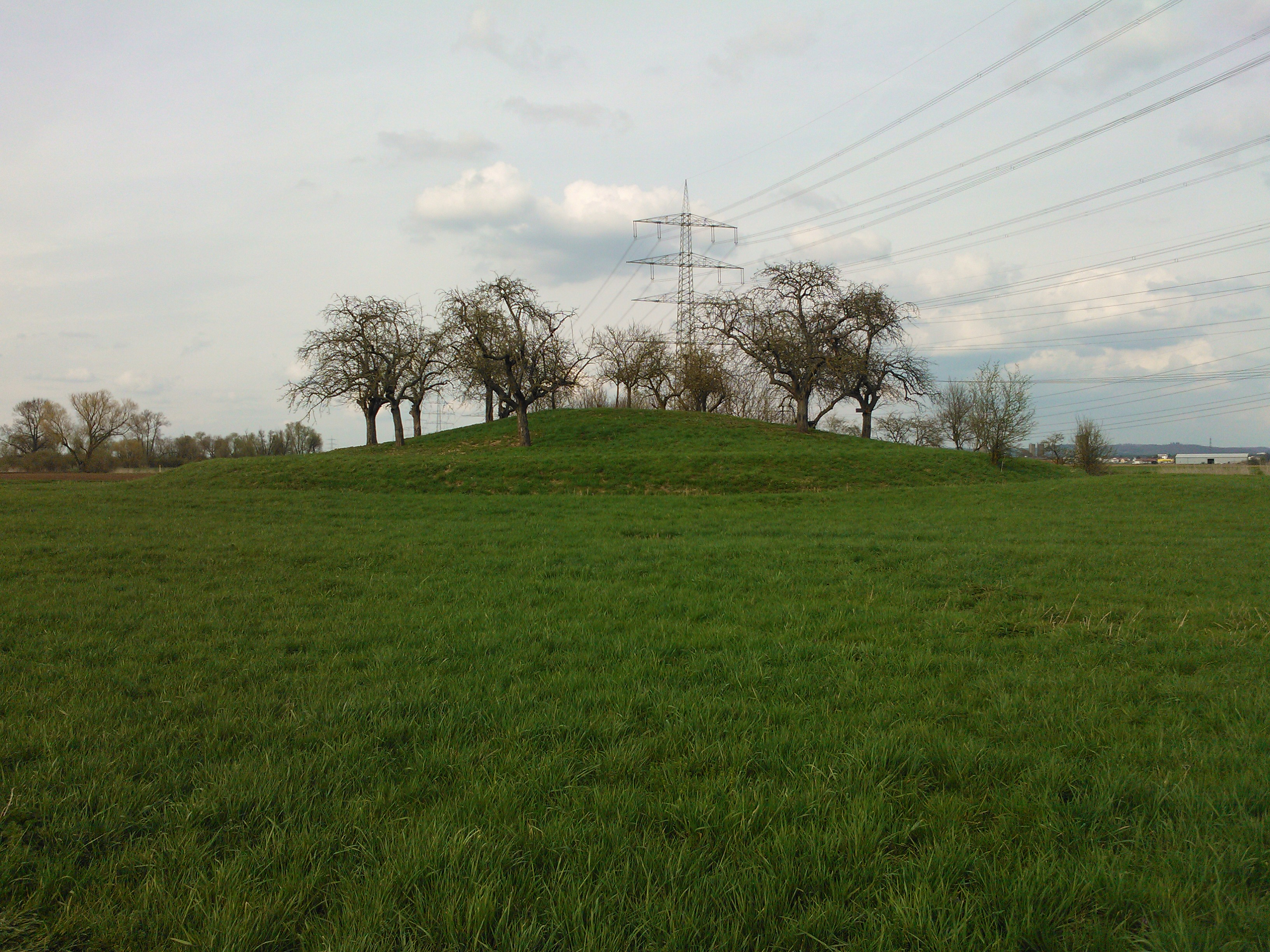
Der Burgstall aus Richtung Süden, im Bereich des rechten Bildrandes (Südosten) ist der Beginn der 2013 gefundenen Vorburg

Der Bau der Burg wurde früher ins 10. bis 11. Jahrhundert zugeordnet, die Grabungen und Untersuchungen von 2013 lassen aber eine Zeitstellung ins 12. bzw. 13. Jahrhundert sicher erscheinen. Da bis zur Gegenwart ohne aufgefundene urkundliche Belege ist der ursprüngliche Name der Burg nicht bekannt. Zwei Bauperioden ließen sich bei Grabungen 1936 erkennen und 1973 wurden bei Luftaufnahmen sieben zwei Meter breite und einen Meter tiefe Ringgräben, deren Ränder jeweils drei bis vier Meter voneinander entfernt sind, festgestellt. Das lässt den Schluss zu, dass es sich um eine mit Palisaden befestigte Motte, umschlossen von mehreren Gräben und Wällen, handelte.

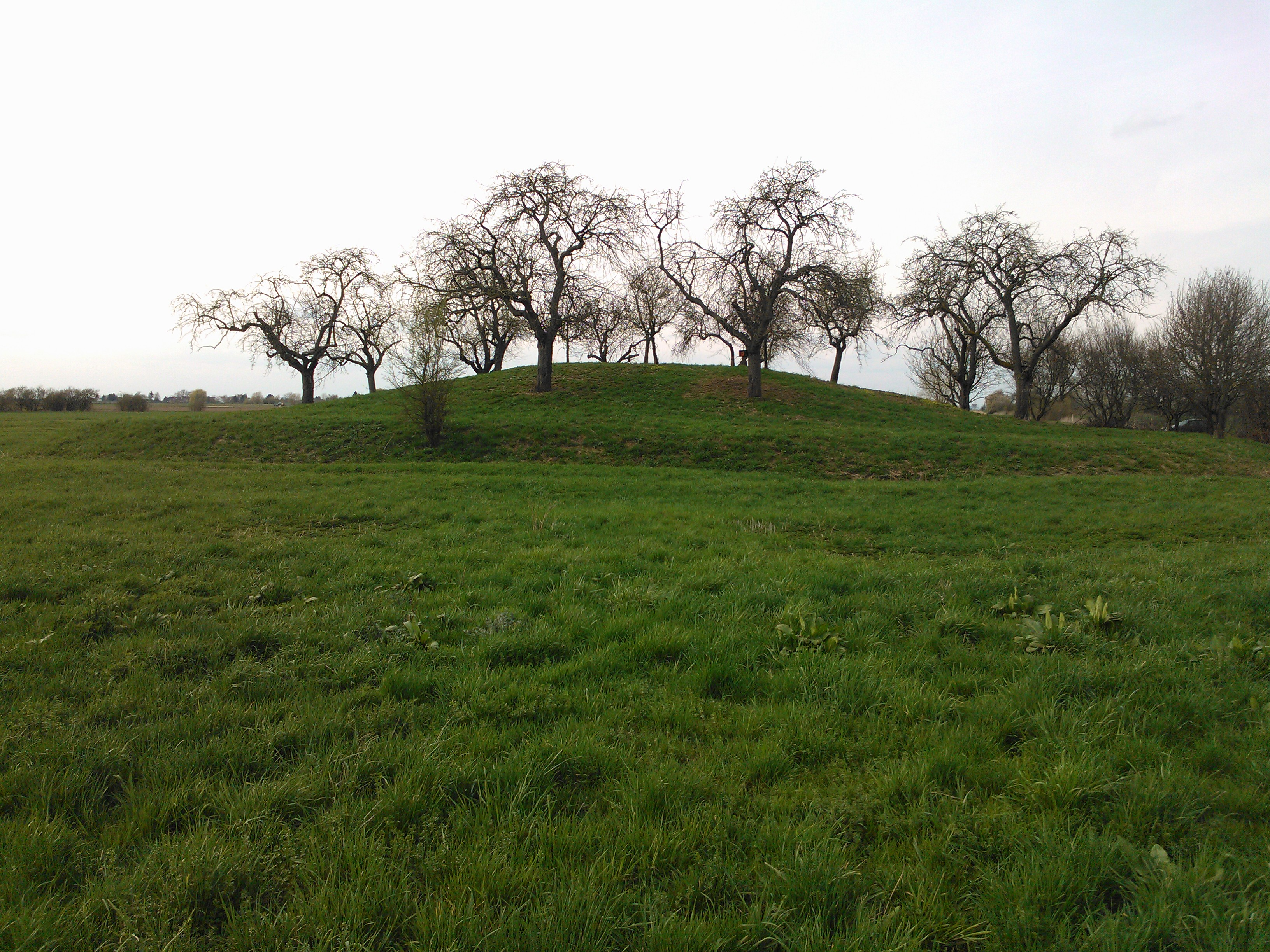
Aufnahme aus Südwesten. Wallanlage und Erhebung für die Motte sind deutlich zu erkennen. Am linken Bildrand (Westen) ist der Bereich der Grabung von 1974.

Der Burgstall zeigt noch einen etwa 6 Meter hohen ungleichförmig aufgebauten Hügel mit etwa 50 Meter Basisdurchmesser eigentlich ohne erkennbare Vorburg. Eine im Sommer 2013 durchgeführte Grabungskampagne hat aber eine kurz zuvor durch Luftaufnahmen gefundene Vorburg bestätigt und wies eine Steinarchitektur in der Vorburg nach sowie Keramik, Metall und Knochenfunde und erlaubt nun eine genauere, jetzt jedoch spätere Datierung ins Hochmittelalter. Die Befunde würden zur Struktur von Motten passen, wie sie z. B. im nahen Weilerhügel, dem ausgegrabenen Burgstall Ketzelburg in Haibach im Spessart oder bei der Motte Wachenbuchen charakteristisch sind. Die einfache Struktur wie z. B. im Drusenküppel oder im Gewanneküppel, die für den Wellberg früher angenommen wurde, ist damit hinfällig.
Spuren von Steinbauten im eigentlichen Burghügel wurden bisher noch nicht gefunden, was bedeuten kann, dass die Motte nur ein turmartiges Holzgebäude besaß und früh wieder aufgegeben wurde. Der auf den Bildern erkennbare Wall ist nicht exakt kreisrund, sondern hat polygonale Züge. Ein urkundlicher Nachweis über Besitzer und exakte Zeitstellung ist bis heute nicht bekannt.

### Grabungskampagne 2013
Aufgrund von Luftaufnahmen der Vorjahre wurde 2013 eine Grabungskampagne genehmigt, die Strukturen im südöstlichen Vorbereich der Burg untersuchen sollte. Dabei wurde ein von Südosten kommender Längsschnitt bis an den Burgstall gesetzt und mittig des Schnittes ein nach Werten gelegener L-förmiger Bereich zusätzlich untersucht. Dabei konnte eine vermutete Vorburg bestätigt werden. Die nur flachen, maximal 60 cm bis 1 m tiefen Wassergräben wurden bestätigt. Mehrere Pfosten, die zum Teil noch gut erhalten im Boden steckten, verwiesen auf sumpfiges Gelände und mögliche Brückenbauten. Steinfunde legen gemauerte Gebäude im Vorburgbereich nahe.

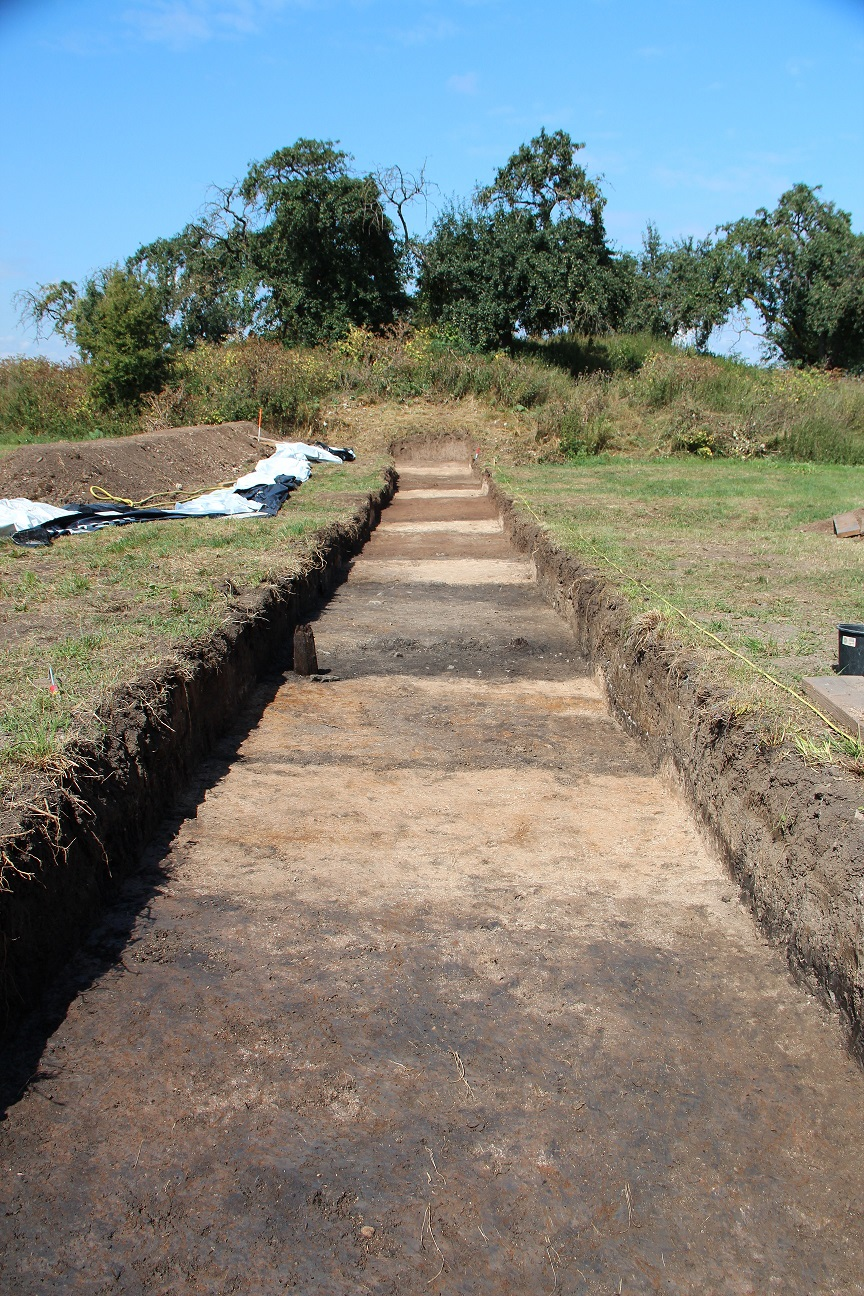
Schnitt von SO
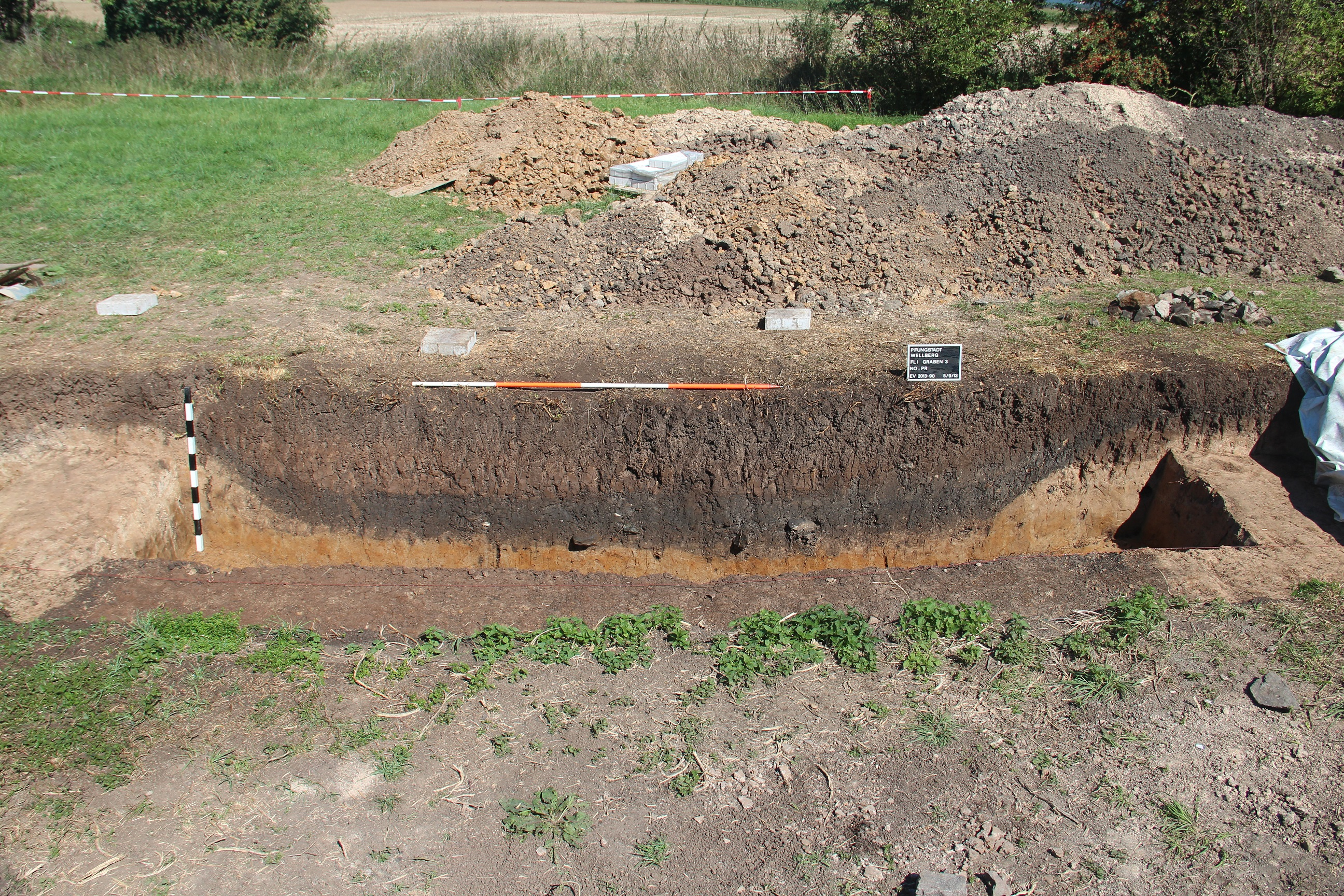
Beispiel eines der flachen Wassergräben
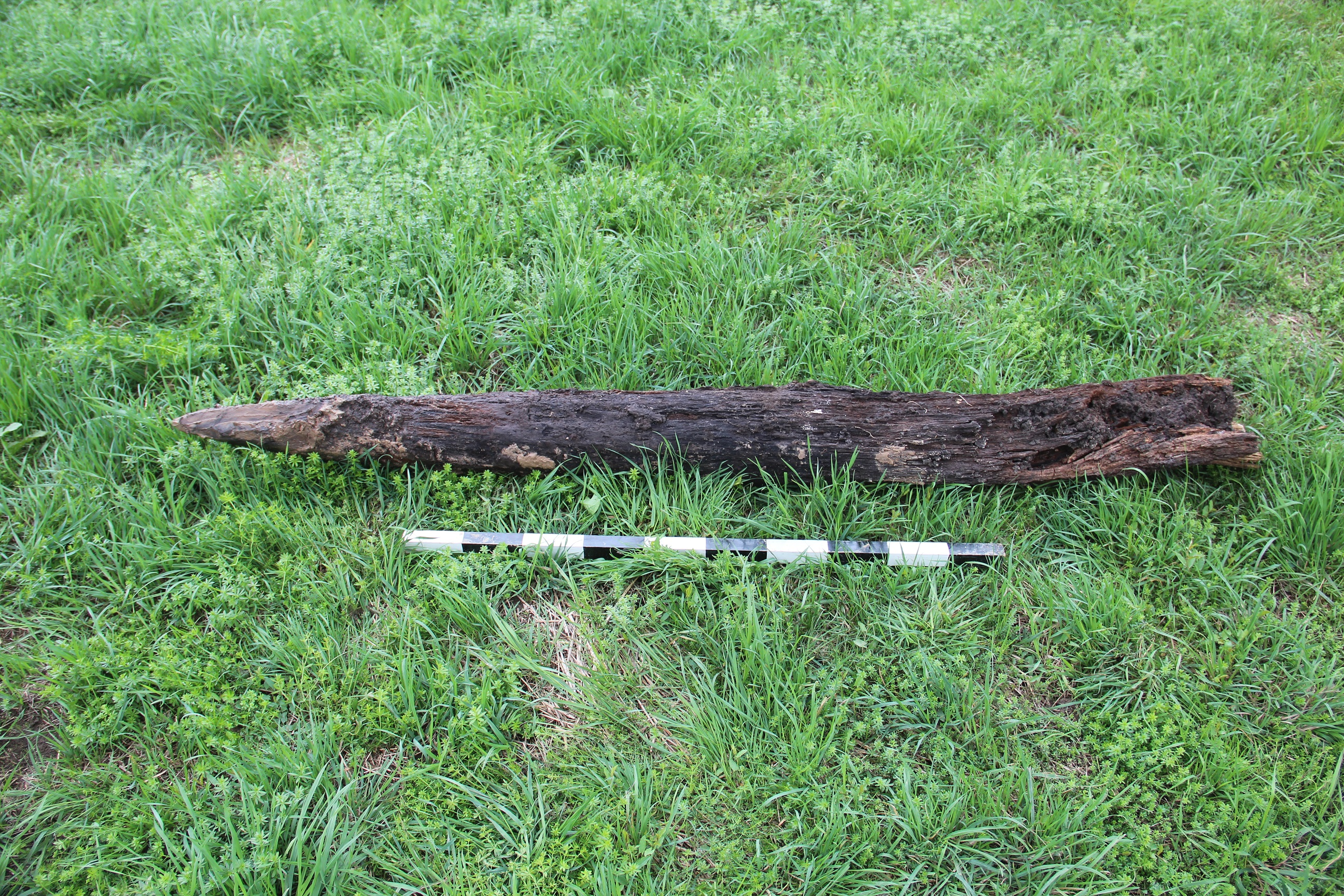
Ergrabener Pfosten aus dem Vorburgbereich